# Ворничены
Ворничены (рум. Vorniceni, Ворничень) — село в Страшенском районе Молдавии. Относится к сёлам, не образующим коммуну.

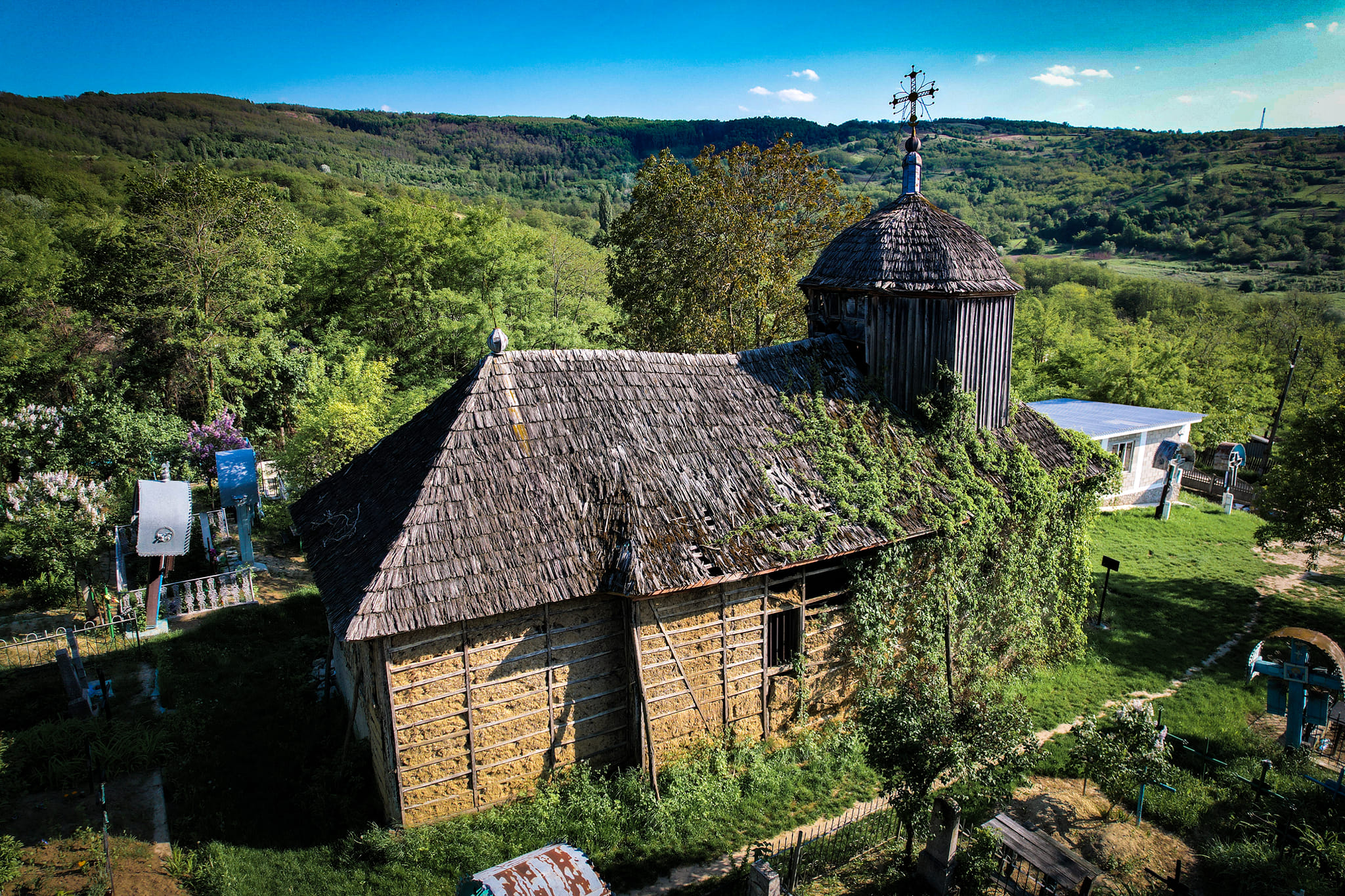
Деревянная церковь Святых Архангелов Михаила и Гавриила, 1839 года постройки

## География
Село расположено на высоте 89 метров над уровнем моря.

## Население
По данным переписи населения 2004 года, в селе Ворничень проживает 5220 человек (2572 мужчины, 2648 женщин).
Этнический состав села:
| Национальность | Число жителей | Процентный состав |
| -------------- | ------------- | ----------------- |
| молдаване      | 5013          | 96.03             |
| румыны         | 99            | 1.9               |
| русские        | 43            | 0.82              |
| украинцы       | 41            | 0.79              |
| болгары        | 9             | 0.17              |
| гагаузы        | 6             | 0.11              |
| цыгане         | 1             | 0.02              |
| прочие         | 8             | 0.15              |
| Всего          | 5220          | 100%              |